# Mordovia
La república de Mordovia ([mɐrˈdovʲɪjə]ⓘ; en ruso: Республика Мордовия, en moksha: Мордовскяй Республикась, en erzya: Мордовской Республикась) es una de las veinticuatro repúblicas de la Federación de Rusia. Su capital es Saransk. Está ubicada en el distrito Volga y limita al norte con Nizhni Nóvgorod, al noreste con Chuvasia, al sureste con el río Surá (que la separa de Uliánovsk), al sur con Penza y al oeste con Riazán.
La república de Mordovia en su forma actual existe desde el 25 de enero de 1994.

## Geografía
La república de Mordovia se localiza en la región del Volga, en el centro de la parte europea de la Federación de Rusia, en las cuencas de los ríos Oká y Volga. Limita al norte con el óblast de Nizhni Nóvgorod, al este y noreste con la república de Chuvasia, al este y sureste con el óblast de Uliánovsk, al sur con el óblast de Penza y al oeste con el óblast de Riazán. Por extensión, ocupa el número 62 de los departamentos federales de Rusia, y el número 13 entre las 21 repúblicas rusas.

### Clima
El clima de la república es continental moderado. En enero la temperatura media es de alrededor de -8 °C y en julio es de unos +21 °C. Las precipitaciones anuales oscilan sobre los 450 y 500 mm. La vegetación se reparte mayoritariamente entre zona forestal y esteparia.

### Demografía
La población es de 856 833 (según datos de 2006), con una densidad de 32.8 hab/km². En su mayoría, la población es urbana, con un 60 % del total. El 46 % de la población son hombres y el 54 % mujeres. Existen 332 995 hogares. El 62 % de la población está en edad de trabajar; el 16%  son jóvenes y el 22 % restante, ancianos.
Los habitantes de Mordovia son en su mayoría rusos (60,8 %) y mordvinos (31,9 %), con importantes minorías de tártaros (5,2 %), ucranianos (0,5 %) y otros grupos etnonacionales (1,6 %). Muchos mordvinos se han desplazado a otros óblasts y ciudades de Rusia, en especial a Samara, Penza, Oremburgo, Uliánovsk y Nizhni Nóvgorod, así como a partes de Asia Central y Siberia.
La mayoría de habitantes de Mordovia están adscritos a la Iglesia ortodoxa rusa.

## División administrativa

División administrativa de Mordovia en sus 22 distritos

Desde 1994 la república de Mordovia se divide en 22 distritos o raiones y tres ciudades de régimen republicano (Saransk, Ruzáyevka y Kovýlkino). Por lo general, el nombre del distrito hace referencia al nombre de la capital de dicho distrito.
La capital de la república es Saransk, localizada en el centro-este de la república, a 600 km al este de Moscú. Con 324 400 habitantes es, además, la ciudad más populosa. Otras ciudades importantes son Kovýlkino, con 21 216 habitantes, y Ruzáyevka, con 48 588 habitantes. Otras ciudades de menor importancia son Témnikov, Krasnoslobodsk, Torbéyevo, Komsomolski, Ardátov, Zúbova Poliana, Insar y Yélniki.
Los distritos son, por orden numérico (véase la imagen):
1. Ardátovski (Ардатовский)
2. Atiúrievski (Атюрьевский)
3. Atiáshevski (Атяшевский)
4. Bolshebereznikovski (Большеберезниковский)
5. Bolsheignátovski (Большеигнатовский)
6. Dubionski (Дубёнский)
7. Yélnikovski (Ельниковский)
8. Zúbovo-Polianski (Зубово-Полянский)
9. Insarski (Инсарский)
10. Ichálkovski (Ичалковский)
11. Kadóshkinski (Кадошкинский)
12. Kovílkinski (Ковылкинский)
13. Kochkúrovski (Кочкуровский)
14. Krasnoslobodski (Краснослободский)
15. Liámbirski (Лямбирский)
16. Ruzáievski (Рузаевский)
17. Romodánovski (Ромодановский)
18. Staroshaigovski (Старошайговский)
19. Témnikovski (Темниковский)
20. Tengúshevski (Теньгушевский)
21. Torbéievski (Торбеевский)
22. Chámzinski (Чамзинский)